# Strepsichlora dissimilis
Strepsichlora dissimilis là một loài bướm đêm trong họ Geometridae.